# Мадхав (национальный парк)
Мадхав (англ. Madhav National Park) — национальный парк в индийском штате Мадхья-Прадеш. Расположен в округе Шивпури, площадь составляет 354 км². Основан в 1959 году. Открыт для посещения круглый год.
На территории парка находится озеро Сакхья (англ. Sakhya Sagar), которое служит источником питьевой воды для города Шивпури.
В наивысшей точке парка расположен Замок Джорджа (англ. George Castle), построенный Мадхо Рао Шинде (или его отцом Джаяджирао Шинде). В то время эти леса служили охотничьими угодьями. Однако бесконтрольный отстрел животных, в частности тигров, в начале XX века привёл к тому, что последняя постоянно проживающая в лесу особь была замечена в 1970-х. Вновь животные поселились на этой территории только в 2007 году.
Фауна парка включает такие виды как индийская газель, аксис, нильгау, индийский замбар, четырёхрогая антилопа, гарна и др. Искусственные озёра парка привлекают огромное количество птиц.